# Яковенко Олександр Олексійович
Олекса́ндр Олексі́йович Якове́нко — український військовослужбовець, полковник, командир 5-ї окремої штурмової бригади Збройних сил України, учасник російсько-української війни. Герой України (2022), лицар ордена Богдана Хмельницького (2022).

## Життєпис
Закінчив школу № 1 у м. Волноваха, що в Донецькій області.
Станом на 2018 рік був командиром 24-го окремого штурмового батальйону «Айдар».

### Російське вторгнення в Україну (2022)
Під час російського вторгнення в Україну 2022 року під його командуванням підрозділи окремого штурмового батальйону беруть участь в бойових діях на Донеччині, де успішно знищують особовий склад, бронетехніку та автомобілі, завдають втрат ворожим підрозділам.
2023 року був призначений командиром 5-ї окремої штурмової бригади.

## Нагороди
- звання «Герой України» з врученням ордена «Золота Зірка» (10 березня 2022) — за особисту мужність і героїзм, виявлені у захисті державного суверенітету та територіальної цілісності України, вірність військовій присязі[4].
- орден Богдана Хмельницького III ступеня (8 березня 2022) — за особисту мужність і самовіддані дії, виявлені у захисті державного суверенітету та територіальної цілісності України, вірність військовій присязі[5].